# 대촌동 (남구)
대촌동(大村洞)은 광주광역시 남구의 행정동이다. 법정동은 양과동, 원산동, 이장동, 압촌동, 도금동, 지석동, 석정동, 대지동, 칠석동
화장동, 월성동, 신장동, 구소동, 양촌동, 승촌동이다.

## 연혁
- 1914년 4월 1일 칠석, 대지, 계촌, 유등곡 4개 면을 대촌면으로 합면하였다.

| 조선총독부령 제111호      |                                                                                |               |
| 구 행정구역               | 구 행정구역                                                                    | 신 행정구역   |
| 광주군 유등곡면(柳等谷面) | 향등리(香嶝里), 지산리(芝山里), 수춘리(水春里), 광석리(光石里)                 | 대촌면 양과리 |
| 광주군 유등곡면(柳等谷面) | 대문리(大門里), 복호리(復戶里), 개동리(開東里)                                 | 대촌면 압촌리 |
| 광주군 유등곡면(柳等谷面) | 만산리(萬山里), 원촌리(院村里), 내동리(內洞里)                                 | 대촌면 원산리 |
| 광주군 유등곡면(柳等谷面) | 순생리(順生里), 이장리(泥場里), 황산리(黃山里), 복수리(福壽里), 야평리(冶坪里) | 대촌면 이장리 |
| 광주군 유등곡면(柳等谷面) | 지석리(支石里), 신촌리(新村里)                                                 | 대촌면 지석리 |
| 광주군 대지면(大枝面)     | 본촌리(本村里), 상촌리(上村里)                                                 | 대촌면 대지리 |
| 광주군 대지면(大枝面)     | 승촌리(昇村里)                                                                 | 대지면 승촌리 |
| 광주군 대지면(大枝面)     | 양촌리(良村里), 반촌리(板村里)                                                 | 대촌면 양촌리 |
| 광주군 대지면(大枝面)     | 곡촌리(谷村里), 산촌리(山村里)                                                 | 대촌면 월성리 |
| 광주군 칠석면(漆石面)     | 본동리(本洞里)                                                                 | 대촌면 칠석리 |
| 광주군 칠석면(漆石面)     | 도촌리(陶村里), 신촌리(新村里)                                                 | 대촌면 도촌리 |
| 광주군 칠석면(漆石面)     | 도덕리(道德里), 구소리(九沼里)                                                 | 대촌면 구소리 |
| 광주군 칠석면(漆石面)     | 도장리(都莊里), 죽촌리(竹村里)                                                 | 대촌면 신장리 |
| 나주군 두산면(頭山面)     | 신기리(新基里), 반월리(班月里), 상촌리(上村里)                                 | 대촌면 신장리 |
| 광주군 계촌면(桂村面)     | 석교리(石橋里), 내동리(內洞里), 석정리(石亭里), 상장리(上章里)                 | 대촌면 석정리 |
| 광주군 계촌면(桂村面)     | 화장리(禾場里), 지동리(支洞里), 농막리(農幕里)                                 | 대촌면 화장리 |
- 1957년 11월 6일 광주시에 편입되었다.[1]
- 1957년 12월 2일에 대촌출장소를 설치하고 15개동을 송석동(松石洞)·등룡동(登龍洞)·학승동(鶴昇洞)의 3개 행정동으로 분동하였다.[2]
- 1963년 1월 1일 광주시 송석동, 등룡동, 학승동이 광산군 대촌면으로 환원되었다.[3]
- 1988년 1월 1일 광산군 및 송정시 일원이 광주직할시 광산구로 편입되었다. 광산구 대촌출장소로 개칭되었다.
- 1989년 4월 1일 : 도촌동을 비아출장소 도촌동과의 구별을 위해 도금동으로 개칭[4]
- 1995년 4월 20일 대촌출장소가 남구에 편입되어 행정동 대촌동이 되었다.[5]

## 주거
| 단지명                           | 건설사         | 시행사                   | 주소                       | 입주        | 비고     |
| -------------------------------- | -------------- | ------------------------ | -------------------------- | ----------- | -------- |
| 빛고을 한일베라체                | 한일건설㈜     | 한일건설㈜               | 회재로 211 (지석동)        | 2008년 9월  |          |
| 에너지밸리 제일풍경채 퍼스트파크 | 제일건설㈜     | ㈜광주남구첨단피에프브이 | 도시첨단산업로 58 (압촌동) | 2022년 5월  |          |
| 도시첨단 남해오네뜨              | 남해종합건설㈜ | ㈜엔에이치주택           | 도시첨단산업로 34 (압촌동) | 2022년 4월  | 민간임대 |
| 힐스테이트 지석                  | 현대엔지니어링 | 더디시파크 지역주택조합  | 포충로 631-8 (지석동)      | 2024년 11월 |          |

## 학교
- 대촌중앙초등학교 (지석동)
- 무학초등학교 (월성동)
- 대촌동초등학교 (폐교) - 포충로 937 (양과동)
- 대촌중학교